# Soraya Sáenz de Santamaría
María Soraya Sáenz de Santamaría Antón (* 10. června 1971 Valladolid) je španělská právnička a bývalá politička Lidové strany (Partido Popular, PP), která během vlády premiéra Mariana Rajoye zastávala klíčové pozice ve španělské exekutivě, včetně funkce první místopředsedkyně vlády. Byla považována za představitelku umírněného křídla v PP a média ji označovala za „nejmocnější ženu ve Španělsku od návratu demokracie“.

## Mládí a studia
Sáenz de Santamaría se narodila v roce 1971 ve Valladolidu a vyrůstala jako jediné dítě Pedra Sáenze de Santamaría a Petry Antón.
Vystudovala práva na Univerzitě ve Valladolidu (1989–1994) a za vynikající studijní výsledky získala diplom s vyznamenáním. Poté se zúčastnila výběrového řízení a zařadila se mezi elitní státní právníky (Cuerpo de Abogados del Estado).

## Politická kariéra

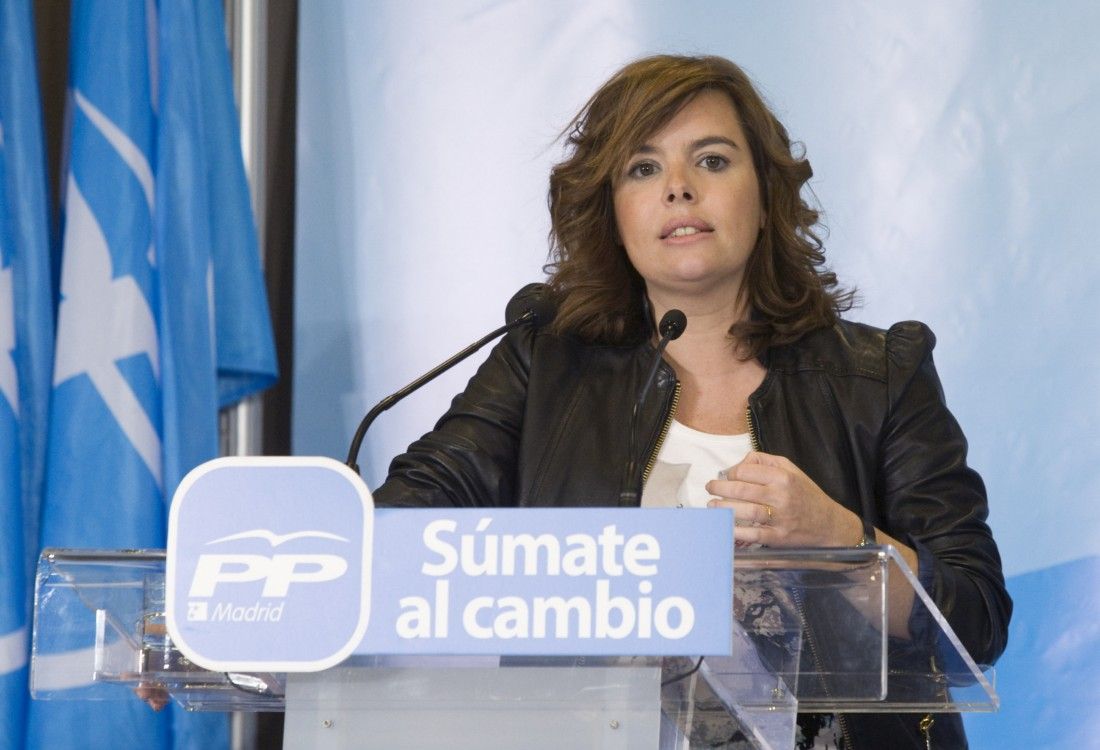
Sáenz de Santamaría během volební kampaně v roce 2011

Do aktivní politiky vstoupila v roce 2000 jako poradkyně kabinetu prvního místopředsedy vlády a některých ministerstev. V letech 2004–2008 působila jako tajemnice výkonné rady Lidové strany a měla na starosti regionální a místní politiku strany.
V parlamentních volbách v roce 2004 kandidovala za PP v Madridu, ale nebyla zvolena. Později téhož roku do dolní sněmovny nastoupila na uvolněné místo po Rodrigu Ratovi, který byl jmenován výkonným ředitelem Mezinárodního měnového fondu. Funkci poslankyně vykonávala po zbytek funkčního období.
Rychle se stala blízkou spolupracovnicí tehdejšího lídra Lidové strany Mariana Rajoye, který si ji v následujícím volebním období vybral jako mluvčí strany v poslaneckém kongresu.

### Pravá ruka Rajoye ve vládě
Po parlamentních volbách v roce 2011, v nichž Lidová strana získala v kongresu absolutní většinu, byl Mariano Rajoy jmenován premiérem a sestavil nový kabinet. Sáenz de Santamaría v něm působila jako první místopředsedkyně vlády (2011–2018), mluvčí vlády (2011–2016) a ministrině pro územní správu (2016–2018). V roce 2014 převzala na krátkou dobu v rámci své funkce také rezorty zdravotnictví a spravedlnosti.

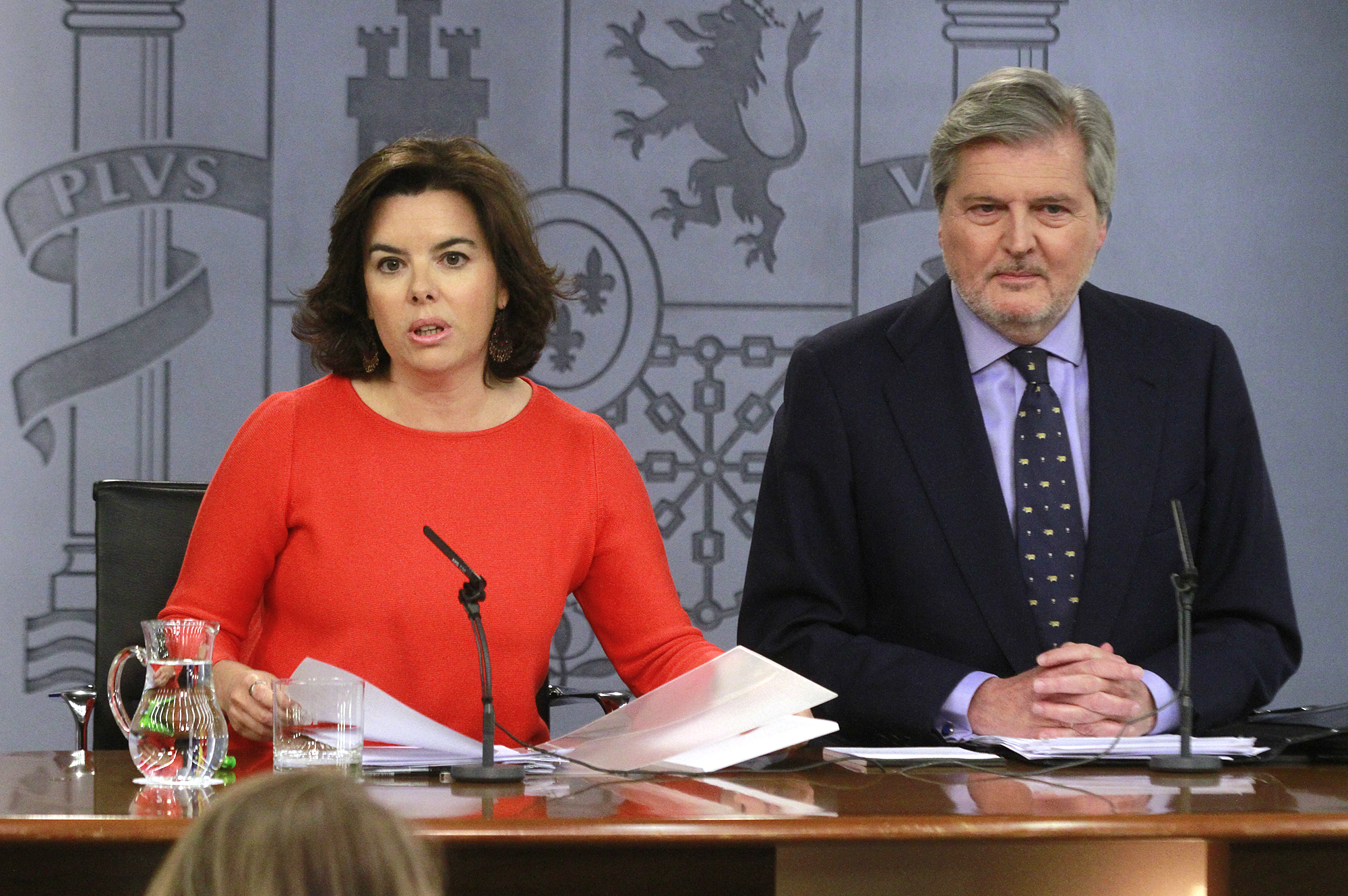
Soraya Sáenz de Santamaría a Íñigo Méndez de Vigo na tiskové konferenci po zasedání Rady ministrů v roce 2017

V napjatém období kolem katalánského referenda o nezávislosti v roce 2017 byla po odvolání regionálního premiéra Carlese Puigdemonta pověřena přímou správou Katalánska.

### Neúspěšná kandidatura do vedení strany
Po pádu Rajoyovy vlády v červnu 2018 a jeho rozhodnutí rezignovat na post předsedy Lidové strany se ucházela o vedení strany. V primárních volbách ale neuspěla a novým předsedou strany se stal Pablo Casado. Jeho zvolení bylo považováno za příklon strany k pravici. Krátce nato Sáenz de Santamaría oznámila po 18 letech odchod z aktivní politiky.

## Pozdější činnost
V říjnu 2018 byla jmenována členkou Státní rady, nejvyššího poradního orgánu španělské vlády, a funkce se ujala 8. listopadu 2018. Po odchodu z veřejného života se věnovala právnické kariéře a působila v soukromém sektoru, mimo jiné v advokátní kanceláři Cuatrecasas, jako spolupracovnice i jako členka představenstva.

## Osobní život
V roce 2005 se provdala za právníka José Ivána Rosu Valleja, s nímž má syna (* 2011).